# 禁酒番屋
禁酒番屋（きんしゅばんや）是古典落語的劇目之一，19世紀時由關西地區傳入東京。

## 劇情
某武家中，賞月宴會中，兩名武士因為酒醉而互砍，
結果一方被砍死，另一方也在隔天酒醒後自知闖禍而切腹自盡，
由於發生了這樣的慘劇，
於是主公下令從此藩內全面禁酒，
也在大門設置了檢查哨站，所有運進城的貨物都要檢查，
但自然還是有不少嗜酒如命的武士仍會偷偷跟酒店下訂，
酒店為了賺錢也希望能闖關成功，
第一次偽裝成點心盒結果失敗，
第二次偽裝成賣油郎，說瓶內都是油，但還是失敗了，
而且其實禁酒番屋的守衛也是個嗜酒之人，
所以每次失敗運送的酒都是被守衛沒收後喝掉了。
運送的酒都一直被白喝，憤怒的酒店再也無法忍受，
最後一次運了一大壺過去，
守衛當然立即詢問：
「這壺是什麼東西！」
「回大人，這是給城內植物施肥的尿阿。」
守衛暗笑心想「又是偽裝的酒吧！這次也要給他喝個過癮。」
守衛斟了一大杯咕嚕喝下，「噗！」的一聲卻馬上吐了出來！
「你給我喝的這是什麼鬼東西阿！！！」
「回大人，小的一開始就說過這是尿阿。」
吃了悶虧的守衛也不好意思再多說什麼了。

## 外部資訊
- 古典落語109 （页面存档备份，存于）